# Crocidura lepidura
Crocidura lepidura — землерийка з роду Crocidura. Його батьківщиною є індонезійський острів Суматра, де його можна знайти як у тропічних лісах на заході острова, так і на схилах пагорбів на півдні та сході. Землерийку можна зустріти приблизно на висоті 2000 метрів над рівнем моря, але найчастіше зустрічається на висоті 1500–1800 метрів над рівнем моря.